# New York Ska-Jazz Ensemble
New York Ska Jazz Ensemble (abrégé NYSJE) est un groupe de ska-jazz de New York (États-Unis) fondé en 1994.
Le groupe est composé de musiciens de différents pays qui se sont connus dans différents groupes comme les Toasters, Skatalites ou Scofflaws. Ils se sont fait connaitre pour leurs interprétations ska des standards du jazz. Ils jouent aussi un mélange de dancehall, reggae, rocksteady et jazz.
Le groupe part régulièrement en tournée en Europe, Amérique du Nord et Amérique du Sud.

## Musiciens

### NYSJE 2010
- "RockSteady" Freddie Reiter (saxophone, flute, chant)
- Ric Becker (trombone, chant)
- Yao Dinizulu (batterie)
- Alberto Tarin (guitare)
- Earl Appleton (clavier)
- Wayne Batchelor (basse)

### NYSJE 2008
- "RockSteady" Freddie Reiter (saxophone, flute, chant)
- Mark Paquin (trombone, chant)
- Yao Dinizulu (batterie)
- Alberto Tarin (guitare)
- Earl Appleton (clavier)
- Wayne Batchelor (basse)

### Musiciens supplémentaires
- Mitch Margold (clavier)
- Cary Brown (clavier)
- Gregg Leventhal (guitare basse)
- Lee Archibald(guitare, basse, chant)
- Chris Weigers (basse)

### Anciens membres
- Johnnathan McCain (batterie, chant)
- Devon James (guitare)
- Victor Rice (basse)
- Rick Faulkner (trombone)
- Andy Stack (guitare)
- Pete Truffa (clavier)
- Sheldon Gregg (basse)
- GiGi Degaspari (trombone)
- Don Mikkelsen (trombone)
- Dave Hahn (guitare)
- Mojo (clavier)
- Dan Jeselson "Big Dan" (basse)

## Discographie

### Albums
- 1995: New York Ska-Jazz Ensemble - Studio (Moon Ska)
- 1997: Low Blow - Studio (Moon Ska)
- 1998: Get This - Studio (Moon Ska)
- 2001: Live in Europe - Live (Tropic / Converge)
- 2003: Minor Moods - Studio (Brixton/Cargo Records)
- 2005: Skaleidoscope - Studio (Brixton/Cargo Records)
- 2005: Collection 1995-2004 (Megalith)
- 2008: Step Forward - Studio (Brixton/Cargo Records)
- 2008: Live in Paris - Live (2009 Ska-Jazz Productions)
- 2011: Double Edge
- 2019 : Break Thru

### Singles
- 1996: Blow Wind Blow / Jive Samba (Moon Ska)
- 2000: Properly (Grover Records)

## Liens
- Myspace du groupe